# Coupe d'Italie de cyclisme sur route 2021
Navigation
Coupe d'Italie 2020 Coupe d'Italie 2022
La Coupe d'Italie de cyclisme sur route 2021 est la 15e édition de la Coupe d'Italie de cyclisme sur route et la cinquième sous le nom de Ciclismo Cup. Elle débute le 3 mars et se termine le 17 octobre. Pour cette édition, 24 épreuves sont au programme. Le Grand Prix Bruno Beghelli est annulé, en raison d'un calendrier trop chargé, ainsi que le Tour de Sardaigne pour des raisons budgétaires.

## Équipes
Les équipes qui participent sont au nombre de sept :
- Androni Giocattoli-Sidermec
- Bahrain Victorious
- Bardiani CSF Faizanè
- Eolo-Kometa
- Trek-Segafredo
- UAE Emirates
- Vini Zabù-Brado-KTM

## Résultats
| #  | Date           | Course                                                 | Cat.  | Vainqueur            | Équipe                 | Leader du classement individuel | Leader du classement par équipes |
| -- | -------------- | ------------------------------------------------------ | ----- | -------------------- | ---------------------- | ------------------------------- | -------------------------------- |
| 1  | 3 mars         | Trofeo Laigueglia (2021)                               | 1.Pro | Bauke Mollema        | Trek-Segafredo         | Bauke Mollema                   | Trek-Segafredo                   |
| 2  | 7 mars         | GP de l'industrie et de l'artisanat de Larciano (2021) | 1.Pro | Mauri Vansevenant    | Deceuninck-Quick Step  | Bauke Mollema                   | Trek-Segafredo                   |
| 3  | 21 mars        | Per sempre Alfredo (2021)                              | 1.1   | Matteo Moschetti     | Trek-Segafredo         | Bauke Mollema                   | Trek-Segafredo                   |
| 4  | 23-27 mars     | Semaine internationale Coppi et Bartali (2021)         | 2.1   | Jonas Vingegaard     | Jumbo-Visma            | Bauke Mollema                   | Trek-Segafredo                   |
| 5  | 19-23 avril    | Tour des Alpes (2021)                                  | 2.Pro | Simon Yates          | BikeExchange           | Bauke Mollema                   | Trek-Segafredo                   |
| 6  | 14-18 juin     | Adriatica Ionica Race (2021)                           | 2.1   | Lorenzo Fortunato    | Eolo-Kometa            | Bauke Mollema                   | Trek-Segafredo                   |
| 7  | 19 juin        | Championnat d'Italie du contre-la-montre               | CN    | Matteo Sobrero       | Astana-Premier Tech    | Bauke Mollema                   | Trek-Segafredo                   |
| 7  | 20 juin        | Championnat d'Italie de la course en ligne             | CN    | Sonny Colbrelli      | Bahrain Victorious     | Bauke Mollema                   | Trek-Segafredo                   |
| 8  | 24 juin        | Tour des Apennins (2021)                               | 1.1   | Ben Hermans          | Israel Start-Up Nation | Bauke Mollema                   | Trek-Segafredo                   |
| 9  | 14-18 juillet  | Semaine cycliste italienne (2021)                      | 2.1   | Diego Ulissi         | UAE Team Emirates      | Bauke Mollema                   | Bahrain Victorious               |
| 10 | 15 septembre   | Tour de Toscane (2021)                                 | 1.1   | Michael Valgren      | EF Education-Nippo     | Diego Ulissi                    | Bahrain Victorious               |
| 11 | 16 septembre   | Coppa Sabatini (2021)                                  | 1.Pro | Michael Valgren      | EF Education-Nippo     | Sonny Colbrelli                 | Bahrain Victorious               |
| 12 | 18 septembre   | Mémorial Marco Pantani (2021)                          | 1.1   | Sonny Colbrelli      | Bahrain Victorious     | Sonny Colbrelli                 | Bahrain Victorious               |
| 13 | 19 septembre   | Trophée Matteotti (2021)                               | 1.1   | Matteo Trentin       | UAE Team Emirates      | Sonny Colbrelli                 | Bahrain Victorious               |
| 14 | 28-1er octobre | Tour de Sicile (2021)                                  | 2.1   | Vincenzo Nibali      | Trek-Segafredo         | Sonny Colbrelli                 | Bahrain Victorious               |
| 15 | 2 octobre      | Tour d'Émilie (2021)                                   | 1.Pro | Primož Roglič        | Jumbo-Visma            | Sonny Colbrelli                 | Bahrain Victorious               |
| 16 | 3 octobre      | Grand Prix Bruno Beghelli (2021)                       | 1.1   | annulé               | annulé                 | Sonny Colbrelli                 | Bahrain Victorious               |
| 17 | 4 octobre      | Coppa Bernocchi (2021)                                 | 1.Pro | Remco Evenepoel      | Deceuninck-Quick Step  | Sonny Colbrelli                 | Trek-Segafredo                   |
| 18 | 5 octobre      | Trois vallées varésines (2021)                         | 1.Pro | Alessandro De Marchi | Israel Start-Up Nation | Sonny Colbrelli                 | UAE Team Emirates                |
| 19 | 6 octobre      | Milan-Turin (2021)                                     | 1.Pro | Primož Roglič        | Jumbo-Visma            | Sonny Colbrelli                 | UAE Team Emirates                |
| 20 | 7 octobre      | Tour du Piémont (2021)                                 | 1.Pro | Matthew Walls        | Bora-Hansgrohe         | Sonny Colbrelli                 | UAE Team Emirates                |
| 21 | 11 octobre     | Coppa Agostoni (2021)                                  | 1.1   | Alexey Lutsenko      | Astana-Premier Tech    | Sonny Colbrelli                 | UAE Team Emirates                |
| 22 | 12-16 octobre  | Tour de Sardaigne (2021)                               | 2.1   | annulé               | annulé                 | Sonny Colbrelli                 | UAE Team Emirates                |
| 23 | 13 octobre     | Tour de Vénétie (2021)                                 | 1.1   | Xandro Meurisse      | Alpecin-Fenix          | Sonny Colbrelli                 | UAE Team Emirates                |
| 24 | 17 octobre     | Veneto Classic (2021)                                  | 1.1   | Samuele Battistella  | Astana-Premier Tech    | Sonny Colbrelli                 | UAE Team Emirates                |

## Classements
| Pos. | Coureur         | Équipe                | Points |
| ---- | --------------- | --------------------- | ------ |
| 1    | Sonny Colbrelli | Bahrain Victorious    | 191    |
| 2    | Diego Ulissi    | UAE Team Emirates     | 179    |
| 3    | Matteo Trentin  | UAE Team Emirates     | 167    |
| 4    | Alessandro Covi | UAE Team Emirates     | 166    |
| 5    | Fausto Masnada  | Deceuninck-Quick Step | 144    |

| Pos. | Coureur             | Équipe               | Points |
| ---- | ------------------- | -------------------- | ------ |
| 1    | Alessandro Covi     | UAE Team Emirates    | 166    |
| 2    | Lorenzo Fortunato   | Eolo-Kometa          | 101    |
| 3    | Samuele Zoccarato   | Bardiani CSF Faizanè | 85     |
| 4    | Vincenzo Albanese   | Eolo-Kometa          | 84     |
| 5    | Samuele Battistella | Astana-Premier Tech  | 78     |

### Classement par équipes
| Pos. | Équipe                      | Points |
| ---- | --------------------------- | ------ |
| 1    | UAE Emirates                | 898    |
| 2    | Androni Giocattoli-Sidermec | 709    |
| 3    | Trek-Segafredo              | 640    |
| 4    | Bahrain Victorious          | 608    |
| 5    | Eolo-Kometa                 | 526    |